# خيسوس ألفاريز (صحفي)
خيسوس ألفاريز (بالإسبانية: Jesús Álvarez)‏ هو صحفي ومقدم تلفزيوني إسباني، ولد في 12 أبريل 1926 في مدريد في إسبانيا، وتوفي بنفس المكان في 17 مارس 1970.

## وصلات خارجية
- جيسوس ألفاريز على موقع IMDb (الإنجليزية)
- جيسوس ألفاريز على موقع قاعدة بيانات الفيلم (الإنجليزية)